# محمد زيار
محمد زيار وهبي
(11 مارس 1964-) هو مصارع سوري.

## المسيرة الرياضية
- بدايته للعبة المصارعة كانت عام 1977
- حصل على المراكز الأولى في جميع بطولات الجمهورية السورية من عام 1977 إلى عام 1997
- حصل على نجم الجمهورية العربية السورية وأفضل مصارع سوري للمصارعة الحرة عام 1984
- حصل على المراكز الأولى في جميع البطولات العربية من عام 1985 إلى عام 1997
- حصل على المراكز الأولى في ثلاث دورات عربية عام 1985-1992-1997 [1]
- حصل على الميدالية البرونزية في الدورة الآسيوية عام 1990 وكان أول مصارع سوري وعربي يحرز ميدالية آسيوية في المصارعة[1]
- حصل على المركز الثالث في دورة بحر الأبيض المتوسط عام 1991
- حصل على المركز الثالث في دورة بحر الأبيض المتوسط عام 1993
- حصل على المركز الرابع في دورة بحر الأبيض المتوسط عام 1987
- حصل على المركز الرابع في الدورة الآسيوية عام 1994
- حصل على المركز الرابع في بطولة العالم العسكري عام 1997
- شارك في خمس بطولات عالمية وحصل على المركز التاسع والعاشر
- شارك في دورتين اولمبيتين عام 1984-1988 وحصل على المركز العاشر
- حصل على خمس ميداليات ذهبية في دورة دمشق الدولية عام1989 -1990 -1991-1992-1993
- حصل على ميداليتين فضيتين وواحد برونزية في دورة دمشق الدولية عام -1987 -1988-1994
- حصل على الميدالية الذهبية في دورة إبراهيم مصطفى الدولية عام 1991
- حصل على الميدالية البرونزية ثلاث مرات في دورة الفجر في إيران
- حصل على الميدالية الفضية في دورة الدول الإسلامية في إيران
- حصل على الميدالية الفضية في دورة تركيا الدولية عام 1989

### أبرز المصارعين الذين انتصر عليهم
- المصارع السوري جوزيف عطية صاحب الميدالية الفضية في الدورة الأولمبية عام 1984
- المصارع الألماني صاحب الميدالية الفضية في بطولة العالم عام 1986
- المصارع السوري محمد اكراد صاحب الميدالية الفضية في دورة المتوسط بتثبيت الكتفين عام 1987 رغم فرق الوزن
- تعادله مع البطل الإيراني إبراهيم سعيد بطل الاندية الآسيوية واسيا عام 2008
- الكوري نام كونج جين بطل آسيا بالمركز الثاي للرجال عام 2009
- الكذغستاني إبراغيموف نوربك بطل الدورة الآسيوية 2006

- حصل على المركز الأول في بطولة الجمهورية السورية للمصارعة بوزن 100 كغ رغم أن وزنه 74 كغ بعد فوزه على بطل العرب واسيا والمتوسط
- مشاركته في الدورة العربية عام 1992 في وزن 82 كغ-و100 كغ وانسحابه من وزن 100 كغ بسبب معراضة المنتخب المصري وانسحابه من البطولة

## المسيرة التدريبية
شارك في دورة التضامن الأولمبي للمدربين في سوريا عام 1997 باشراف المندوب البلغاري والروسي من قبل اتحاد التضامن الأولمبي والاتحاد الدولي وحصل على شهادة المدرب الأول من اصل اثنا عشر دولة

### بداية التدريب
- تم ترشيحه إلى تدريب نادي الجيش للشباب في سوريا عام 1997 واحرز ثمانية ذهبيات لنادي الجيش في بطولة الجمهورية العربية السورية
- تم ترشيحه لتدريب منتخب سوريا للشباب عام 1998
- تم ترشيحه لتدريب منتخب سوريا للرجال عام 1999 واحرز خمسة ذهبيات وفضية وبرونزية لسوريا في بطولة العرب للرجال عام 2000

### تدريب منتخب قطر للشباب
وتم ترشيحه لتدريب منتخب قطر للشباب والرجال في المصارعة الحرة والرومانية عام 2001 وحصل على النتائج التالية أثناء تدريبه منتخب قطر
- المركز الثالث في بطولة العرب للشباب عام 2001
- ميدالية ذهبية وفضية في بطولة العرب للرجال عام 2001 وكانت أول ميدالية ذهبية وفضية لقطر *في البطولات العربية
- شارك في البطولة الآسيوية للشباب عام 2002 واحرز معه ميدالية برونزية لدولة قطر

وعام 2004 تم إلغاء تعاقده مع دولة قطر

### بعد قطر
- وفي عام 2005 تم ترشيحه في سوريا عضو لجنة المنتخبات الوطنية وأيضا تم ترشيحه في سوريا رئيس لجنة الفنية بدمشق للمصارعة الحرة والرومانية
- حاصل على ثلاث شهادات تدريبية دولية
- حاصل على ست شهادات شكر وتقدير من مصر وسوريا وقطر
- تم ترشيحه لتدريب وتاسيس منتخب للناشئين في قطر عام 2008
- وفي عام 2009 تم العرض عليه لتدريب منتخب اليمن للناشئين والشباب

## روابط خارجية
- محمد زيار على موقع قاعدة بيانات المصارعة الدولية (الإنجليزية)
- محمد زيار على موقع أوليمبيديا (الإنجليزية)